# Río Quiroz
Der Río Quiroz ist ein 188 km langer linker Nebenfluss des Río Chira in der Region Piura im Nordwesten von Peru. Oberhalb der Einmündung des Río Tulmán bei Flusskilometer 110 trägt der Fluss abschnittsweise die Bezeichnungen Río Shiantaco, Río Palo Blanco, Río San Pablo und Río Santa Rosa.

## Flusslauf
Der Río Quiroz entspringt in der peruanischen Westkordillere am Cerro Chairillo auf einer Höhe von etwa 3330 m. Er fließt anfangs etwa 8 Kilometer nach Südosten, anschließend ein kurzes Stück nach Osten. Ab Flusskilometer 175 wendet sich der Río Quiroz nach Nordosten. Bei Flusskilometer 150 ändert der Río Quiroz seine Richtung und fließt fortan nach Nordwesten. Die Nationalstraße 3N (Huancabamba–Ayabaca) folgt dem Río Quiroz zwischen den Flusskilometern 150 und 122. Die Flüsse Río Aranza, Río Tomayaco und Río Parcuchaca münden rechtsseitig in den Río Quiroz, der Río Tulmán und die Quebrada Huanta von links. Bei Flusskilometer 79 befindet sich oberhalb der Einmündung der Quebrada Zamba auf einer Höhe von etwa 630 m ein Wehr (⊙). Dort wird ein Großteil des Flusswassers zu Bewässerungszwecken abgeleitet. Dieses wird durch einen 1954 fertiggestellten etwa 16 km langen Tunnel mit einer Kapazität von 60 m³/s nach Westen geleitet. Das abgeleitete Wasser speist die Quebrada Totoral, einen Nebenfluss des Río Chipillico, und somit die Talsperre San Lorenzo. Von dieser wird das Wasser über Kanäle zum Río Piura weitergeführt. Bei Flusskilometer 77 mündet die Quebrada Montero rechtsseitig in den Río Quiroz. Bei Flusskilometer 70 befindet sich südlich des Flusslaufs das Distriktverwaltungszentrum Paimas. Bei Flusskilometer 41 trifft die Quebrada Suyo von rechts auf den Río Quiroz. Der Río Quiroz mündet schließlich an der ecuadorianischen Grenze in den Río Chira. Der Flusslauf befindet sich auf seiner gesamten Länge in der Provinz Ayabaca. Oberhalb Flusskilometer 175 bildet er streckenweise die Grenze zur Provinz Morropón sowie auf den letzten 15 Kilometern die Grenze zur Provinz Sullana.

## Einzugsgebiet
Der Río Quiroz entwässert ein Areal von etwa 3140 km². Dieses erstreckt sich größtenteils über die Provinz Ayabaca und reicht im Osten bis an die kontinentale Wasserscheide. Im Norden grenzt das Einzugsgebiet des Río Quiroz an das des Río Macará, im Osten an die Einzugsgebiete von Río Chinchipe und Río Huancabamba, im Süden an das Einzugsgebiet des Río Piura sowie im Westen an das des Río Chipillico.